# Cionini
Tribu
Les Cionini forment une tribu d'insectes coléoptères de la famille des Curculionidae.

## Quelques genres
- Cionellus
- Cionus
- Cleopus
- Nanomicrophyes
- Patialus
- Stereonychidius
- Stereonychus